# Поліське (Шосткинський район)
Полі́ське — село в Україні, у Зноб-Новгородській селищній громаді Шосткинського району Сумської області. Населення становить 15 осіб. До 2016 орган місцевого самоврядування — Голубівська сільська рада.

## Географія
Село Поліське знаходиться на правому березі річки Лютка, вище за течією на відстані 0,5 км розташоване село Поділи (ліквідоване в 1988 р.).

## Символіка
На гербі зображена зелена ялинка на тлі якої зображений олень у стрибку. Олень і ялинка символізують лісові масиви біля села.

## Історія
Поліське було засновано в середині 20-их років минулого століття, і до 17 серпня 1964 називалося Васильєвським. Протягом усього свого існування воно було невеликим населеним пунктом і в 1926 році налічувало 1 двір, у якому проживало 6 жителів, в 1940 році — 17 дворів, а в 1976 році — 6 дворів.
У Поліському немає і ніколи не було ні магазину, ні школи, ні будь-яких інших соціально-побутових, медичних або культурних установ. Незважаючи на це, воно існує і донині.
Станом на 12 січня 1989 року в ньому проживав 31 житель, 5 грудня 2001 року — 15 жителів, а 1 січня 2008 року — 13 жителів.
12 червня 2020 року, відповідно до розпорядження Кабінету Міністрів України № 723-р «Про визначення адміністративних центрів та затвердження територій територіальних громад Сумської області», село увійшло до складу Зноб-Новгородської селищної громади.
19 липня 2020 року, в результаті адміністративно-територіальної реформи та ліквідації Середино-Будського району, село увійшло до складу новоутвореного Шосткинського району.